# Jom Hasjoa

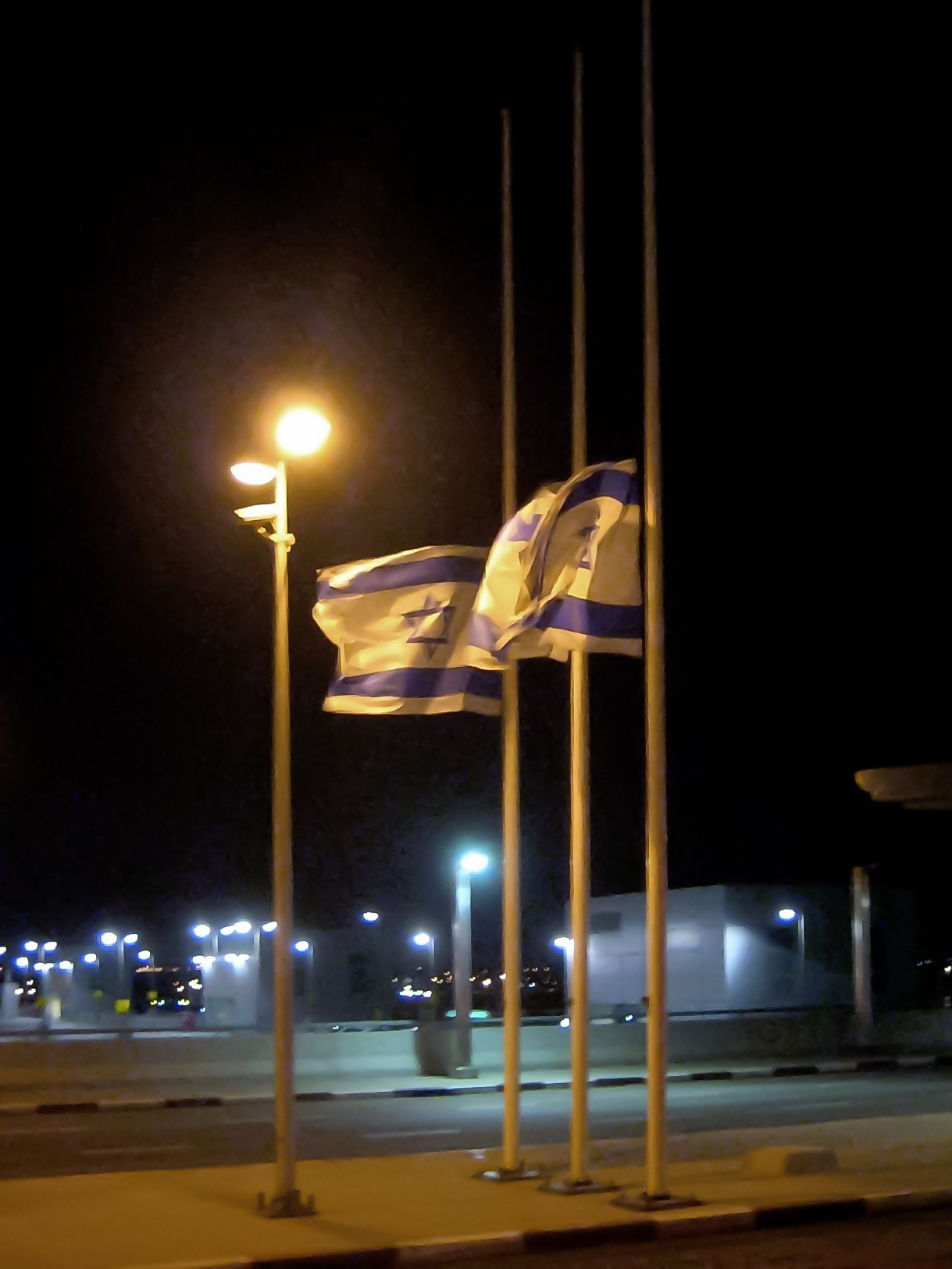
Vlaggen halfstok op Jom Hasjoa

Jom Hasjoa (Hebreeuws: יום השואה), voluit Jom HaZikaron laSjoa ve-laG'voera (Hebreeuws: יום הזיכרון לשואה ולגבורה, de dag ter herinnering aan de Sjoa en het heldendom) is de jaarlijkse dag voor de herdenking van de Sjoa (Holocaust), die oorspronkelijk voornamelijk in Israël werd gehouden. 
De herdenking vindt plaats op de 27e nisan, tenzij deze dag voorafgaat aan of volgt op de sjabbat, dan wordt de herdenking een dag verschoven (de 27e nisan valt nooit op een sjabbat). Tijdens deze dag worden de Joodse slachtoffers tijdens de Tweede Wereldoorlog herdacht, evenals het Joods verzet tegen de nazi's.

## Datum
Het was oorspronkelijk in Israël de bedoeling om de datum op 14 nisan te stellen. Deze datum werd gekozen omdat op 14 nisan 5703 (19 april 1943) de joden in het getto van Warschau in opstand kwamen tegen de nazi's. Maar omdat 14 nisan onmiddellijk voorafgaat aan Pesach, werd de keuze voor die dag toch problematisch geacht. Daarom werd als datum 27 nisan gekozen, 8 dagen voor Jom Haätsmaoet, de dag waarop de Israëlische onafhankelijkheid wordt gevierd.
Aangezien een dag volgens de Joodse kalender begint met zonsondergang, begint Jom Hasjoa eigenlijk steeds op de avond voor de gegeven data.
- do 24 apr 2025

- di 14 apr 2026

- di 4 mei 2027

- ma 24 apr 2028

- do 12 apr 2029

Naast Jom Hasjoa wordt de bevrijding van Auschwitz herdacht op 27 januari, tijdens de Auschwitzherdenking. Op dezelfde dag vindt de Internationale Herdenkingsdag voor de Holocaust plaats.

## Herdenking
Deze herdenkingsdag voor de slachtoffers van de Holocaust is in 1953 in Israël ingevoerd. Om tien uur 's morgens gaat in het hele land het luchtalarm af en neemt de gehele (Joodse) bevolking twee minuten stilte in acht. Het verkeer ligt gedurende deze twee minuten helemaal stil en automobilisten staan dan naast hun auto. Verder worden er op allerlei openbare gelegenheden (scholen, militaire bases enz.) officiële herdenkingsplechtigheden gehouden, met name op het Warschauplein in Yad Vashem.
In Nederland vindt onder andere in de Hollandsche Schouwburg in Amsterdam een herdenking met een Joods karakter plaats. Tijdens deze herdenking worden onder andere de gebeden Jizkor en Kaddiesj uitgesproken.  De plechtigheid eindigt daar met het zingen van het Israëlische volkslied Hatikva en het Wilhelmus. Ook op andere locaties, bijvoorbeeld in Den Haag, wordt Jom Hasjoa herdacht. De eerste herdenking in Nederland vond plaats in 1984 in de St. Laurenskerk in Rotterdam. Later werd dit initiatief overgenomen door Amstelveen, Den Haag, Woerden, Utrecht en Leiden.